# Úpor peprný
Úpor peprný (Elatine hydropiper) je jednoletá, plazivá, planě rostoucí rostlina, druh rodu úpor rostoucí na bahnitých místech. V České republice je původní druh a obvykle vyrůstá ve výše položených rybničních oblastech, hustěji je rozšířen v Čechách než na Moravě.

## Výskyt
Rozšířen je téměř v celé střední a severní části Evropy, počínaje Britskými ostrovy a severem Španělska na západě, přes Skandinávii na severu, severní Itálii a Bulharsko na jihu a konče izolovanými arelami na Sibiři. Roste též na severozápadě Afriky a v Severní Americe.

## Ekologie
Tato nízká, poléhavá rostlina potřebuje pro svůj růst vlhké a zabahněné půdy, jaké se nejčastěji vyskytuji na rybničních okrajích nebo jejich obnažených dnech a v pravidelně zaplavovaných sníženinách v okolí rozlévajících se řek. Pokud bude zaplavena během vegetace, spolehlivě poroste a vytvoří semena i pod vodou.
Patří k pionýrským druhům obsazující disturbovaná stanoviště, dokáže v krátké době vytvořit zapojený zelený koberec. Je málo konkurenceschopná, ve vzrostlé vegetaci se neprosadí. Snáší i mírně brakickou vodu.

## Popis
Jednoletá rostlina poléhavého až plazivého vzrůstu s mírně vystoupavými lodyhami, které jsou schopné v uzlinách rychle zakořenit. Bohatě větvené, lysé lodyhy jsou porostlé drobnými, vstřícně vyrůstajícími, celokrajnými, zelenými listy obkopinatého tvaru (2 až 8 × 1 až 2,5 mm) zužujícími se na bázi do krátkého řapíku. Lodyhy bývají často přikryty bahnitým nánosem, ze kterého vyčnívají jen jejich vztyčené konce. Rostliny ojediněle rostoucí na nezaplavené půdě mívají listy načervenalé.
Z paždí listů vyrůstají na kratičkých stopkách jednotlivé oboupohlavné květy. Čtyřčetné květy mají zelené kališní lístky i bílé či světle červené, eliptické korunní lístky dlouhé jen 0,5 mm. V květu je osm krátkých tyčinek, svrchní semeník složený ze čtyř plodolistů s přisedlou čtyřlaločnou bliznou. Květy na ponořených lodyhách se neotvírají, opylují se kleistogamicky.
Plodem je přisedlá, kulovitá, asi 2 mm velká, čtyřpouzdrá tobolka, která se po dozrání poltí chlopněmi odtrhujícími se od středního sloupku. Obsahuje četná žlutá, podkovovitě zahnutá, asi 0,5 mm velká semena.
Rozmnožuje se semeny, která sice špatně plavou, ale udržují si klíčivost po mnoho let. Na jiná stanoviště jsou většinou zanášena vodními ptáky přilepená na jejich peří. Rostlina se rozšiřuje také úlomky lodyh odnesenými tekoucí vodou.

## Ohrožení
Stanoviště úporu peprného jsou v české krajině řídce rozesetá a většinou na nich nepravidelně rostou malé počty rostlin. Jejich výskyt klesá se zánikem stanovišť a narůstající eutrofizaci vody. Proto byl úpor peprný zařazen v „Červeném seznamu cévnatých rostlin České republiky“ z roku 2012 mezi ohrožené druhy (C3).